# Vila Jiřího Freunda (Plzeň)
Vila Jiřího Freunda je funkcionalistická vila v městské památkové zóně Bezovka v Plzni.

## Historie
Vilu v roce 1931 navrhl architekt Leo Meisl pro rodinu plzeňského zubního lékaře Jiřího Freunda. V roce 1932 pak ji postavila firma Františka Paška, která v roce 1936 připojila také garáž. Od té doby je areál bez významnějších stavebních zásahů.
V roce 2003 byla zřízena Městská památková zóna Bezovka, do které vila patří. Od roku 2022 je pak samostatně chráněna jako kulturní památka. V témže roce získal její vlastník finanční podporu Odboru památkové péče Magistrátu města Plzně na rekonstrukci vily.

## Architektura
Stavba situovaná na rohu Mírové a Žižkovy ulice stojí na půdorysu tvaru písmene L, má dvě nadzemní a jedno podzemní podlaží a plochou střechu. Hmotu vily tvoří dva dvoupatrové kvádry, mezi něž je vsazen jednopatrový kvádr verandy. Budova vykazuje typické rysy funkcionalistické architektury: různé tvary, velikosti a rozmístění oken, pásové okno v přízemí, světle šedá hladce omítnutá fasáda. Některé prvky exteriéru jsou nicméně dekorativní, například nápadné plastické šambrány nebo vstupní portál s deskovou markýzou v jinak barevné omítce. V severovýchodní a jihovýchodní stěně pak jsou umístěna kruhová okénka nautického stylu, pro Meislovu tvorbu typická.
Součástí památkové ochrany je také původní oplocení kombinující zděné a kovové prvky a rovněž zahrada. Dřeviny a další rostliny v ní nicméně pocházejí pravděpodobně až z 2. poloviny 20. století.